# L'Étrange Monsieur Victor
L'Étrange Monsieur Victor és una pel·lícula dramàtica franco-alemanya de 1938 dirigida per Jean Grémillon i protagonitzada per Raimu, Pierre Blanchar i Madeleine Renaud.
Va ser rodada als Estudis Tempelhof de Berlín. Els decorats de la pel·lícula van ser dissenyats pels director artístic Otto Hunte i Willy Schiller. La pel·lícula va ser realitzada pel gran estudi alemany Universum Film AG en col·laboració amb la seva filial francesa.
Va ser la tretzena pel·lícula més popular a la taquilla francesa el 1938.

## Sinopsi
Un comerciant de Toló (Raimu) d'aspecte honorable és de fet una intermediari per a una banda de delinqüents. Amenaçat de xantatge, comet un assassinat pel qual un innocent és condemnat a presó (Pierre Blanchar). Vuit anys després, el condemnat s'escapa i el nostre comerciant el recull...

## Repartiment
- Raimu - Victor Agardanne
- Pierre Blanchar - Bastien Robineau
- Madeleine Renaud - Magdeleine Agardanne
- Marcelle Géniat - La mare de Victor
- Andrex - Robert Cerani
- Georges Flamant - Amédée
- Charles Blavette - El primer inspector
- Marcel Maupi - Rémi
- Charblay - M. Noir
- Armand Larcher - L'inspector #2
- Viviane Romance - Adrienne Robineau
- Roger Peter - Un infant
- Daniel Kahya - Un infant
- Odette Roger - Mme Marie
- Édouard Delmont - Paroli